# Genadiusz
Genadiusz, również Gennadiusz, Genady – imię męskie pochodzenia greckiego. Wywodzi się od nazwiska Γενναδιος (Gennadios), prawdopodobnie pochodzącego od γενναδας (gennadas) – „szlachetny, hojny”.
Żeńskim odpowiednikiem jest Genadia.
Genadiusz, Genady imieniny obchodzi 5 czerwca.
Genadiusz, Gennadiusz, Genady w innych językach:
- rosyjski – Геннадий (Giennadij)[2]
- biał. – Генадзь (Hienadź)

## Osoby noszące to imię
- Gennadiusz (arcybiskup nowogrodzki) – święty prawosławny
- Genadiusz Mnich –  święty prawosławny
- Gennadiusz I (zm. 471) – patriarcha Konstantynopola w latach 458-471
- Gennadiusz z Marsylii (zm. ok. 492) – kapłan i historyk literatury
- Gennadiusz II Scholar –  patriarcha Konstantynopola w latach 1453-1456, w 1458, w latach 1462-1464
- Gennadiusz (Tubierozow) (1875-1923) – rosyjski biskup prawosławny
- Hienadź Hruszawy (ur. 1950) – białoruski filozof, działacz społeczny i polityk
- Hienadź Sahanowicz (ur. 1961) – białoruski historyk
- Gennadiusz (Gogolew) (ur. 1967) – rosyjski biskup prawosławny
- Genndy Tartakovsky (ur. 1970) – amerykański twórca filmów animowanych rosyjsko-żydowskiego pochodzenia
- Gienek Loska (ur. 1975-2020) – bialorusko-polski muzyk, wokalista
- Genadiusz (Nikolaos Limuris, 1951-2022) – grecki duchowny prawosławny
- Genadiusz (Stylianos Stantzios, ur. 1969) – grecki duchowny prawosławny
- Genadiusz (Grigore Timofei, ur. 1981) – duchowny Rosyjskiej Prawosławnej Cerkwi Staroobrzędowej w Rumunii
- Genadiusz (Georgi Petrow Wyłczew, 1955-2008) – bułgarski biskup prawosławny
- Genadiusz (Tsambikos Zerwos, 1937-2020) – grecki duchowny prawosławny